# HD 47561
HD 47561，又名BD-16 1554，SAO 151737、HR 2448，是一颗恒星，视星等为6.03，位于銀經226.69，銀緯-10.37，其B1900.0坐标为赤經6h 34m 8s，赤緯-16° -10.37′ 6″。